# Église Saint-Jean de Crkolez
Pour les articles homonymes, voir Église Saint-Jean.
L'église Saint-Jean de Crkolez (en serbe cyrillique : Црква светог Јована у Црколезу ; en serbe latin : Crkva svetog Jovana u Crkolezu) est une église orthodoxe serbe située à Crkolez/Cërkolez, au Kosovo, près d'Istog/Istok. Construite en 1355, elle dépend de l'éparchie de Ras-Prizren et est inscrite sur la liste des monuments culturels d'importance exceptionnelle de la république de Serbie.

## Histoire
L'église Saint-Jean a été édifiée en 1355, dans l'ancien cimetière situé au-dessus du village de Crkolez/Cërkolez ; elle a été fondée par un noble personnage du nom de Radoslav, qui portait le nom monastique de Jovan (« Jean »), et qui s'y est fait enterrer. En 1395, une charte de la religieuse Jevgenija, autrefois connue comme la princesse Milica, femme du prince Lazar Hrebeljanović, confirme que le voïvode Novak et sa femme ont fait présent de l'église  au monastère Saint-Panteleimon du mont Athos.

## Architecture
L'église Saint-Jean est typique des églises rurales de la région. Elle est constituée d'une nef unique et d'un narthex dotés de voûtes en berceau ; la nef est prolongée d'une abside à cinq pans. La façade occidentale est décorée de petites rosettes.

## Fresques et peintures
Les fresques du XIVe siècle ont été refaites en 1672 et 1673 par un certain Radul, à l'époque du patriarche Maksim, ainsi qu'en atteste une inscription située dans l'église. On y trouve représenté un grand ensemble du Jugement dernier avec une foule de pécheurs. Particulièrement didactiques, les légendes sont rédigées en langue vernaculaire, ce qui constitue un fait assez rare et ajoute à la valeur de la fresque. L'église abrite encore huit icônes, ainsi que les portes royales (en serbe : carske dveri) de l'ancienne iconostase.

## Manuscrits
Jusqu'en 1955, l'église Saint-Jean a conservé une précieuse collection de manuscrits sur parchemin et papier, remontant à une période comprise entre le XIIIe siècle et le XVIe siècle. Cette collection a été transférée dans le Trésor du monastère de Dečani.

## Restauration
Les fresques du monastère ont été restaurées en 1972 et 1973.